# Conquián
El conquián o tercerilla es un juego de naipes estilo Rummy que se juega con la baraja española. Es a menudo descrito como un ancestro de todos los juegos estilo rummy modernos. Antes de la aparición de los gin rummy, se describió como «un excelente juego para dos jugadores, bastante diferente de cualquier otro en sus principios y que requiere mucha atención y buena memoria para jugarlo bien».

## Historia
El juego se originó en México a mediados del siglo XIX. Hacia 1852 se había establecido en Nuevo México, porque está incluido, como conquian, en una lista de ejemplos de pasatiempos que estaban legalmente permitidos como un «juego de recreación». Primero se llamó Coon Can en 1887 y luego a detalle en Hoyle de Robert Foster en 1897, donde se describe como «un gran favorito en México y en todos los estados americanos limítrofes, especialmente Texas». David Parlett señala que el escritor estadounidense de juegos de cartas de la década de 1920, Robert F. Foster, «rastrea al Conquian hasta principios de la década de 1860». .
Se cree que el nombre deriva de «con quién», o del juego chino Kon Khin, una variación del juego anterior Khanhoo. A veces se corrompe a Coon Can, Councan, Conca y Cuncá, una variación sudamericana del juego. En la literatura mexicana del siglo XIX la palabra se escribe cunquián o conquián, pero publicaciones legales anteriores en Nuevo México, tanto en español como en inglés, lo registran como conquian y Wood y Goddard afirman que el juego lleva el nombre del español "¿con quién?" - "¿con quién?" refiriéndose a la combinación de cartas. Otros argumentan que es tentador relacionar Conquian con el juego de cartas filipino del siglo XIX Kungkian, o Kungkiyang, que los diccionarios ilocano y cebuano definen como «Un juego de cartas, lo mismo que pañggiñggí, Panguingue, excepto que solo hay dos jugadores.»

## Desarrollo del juego
Para ganar este juego debe uno ser el primero en bajar sus cartas (abrirlas en la mesa en juego de tercias o corridas no menores a tres cartas del mismo palo), si empiezas con 8 ganas bajando 9.

### Valor de las cartas
En el juego de conquián todas las cartas tendrán el mismo valor; lo que cuentan son las combinaciones que con ellas se realicen.
Para el objetivo del juego, formar tercias o corridas, se deben cumplir las siguientes condiciones:
Tercia: deberá estar formada por tres cartas de idéntico índice (número); por lo cual estarán formadas por cartas de diferente figura (Palo: monedas u oros, espadas, copas y bastos).
Corrida: Deberá estar formada por tres o más cartas de la misma figura; pero los índices deberán seguir el siguiente orden numérico: 1-2-3-4-5-6-7-10 (Sota)-11 (Caballo)-12 (Rey). Como en casi cualquier juego con la baraja española; el 10 seguirá al 7 .

### Reparto y cambio
Al principio se reparten ocho cartas a cada uno de los jugadores. Después de esto, cada jugador escoge una carta y la coloca boca abajo sobre la mesa, entregándosela al jugador de la derecha, pueden ser los cambios que se acuerden antes de empezar la partida y sólo se podrá tomar la carta cambiada por el jugador de la izquierda cuando se haya entregado el cambio al jugador de la derecha. Una vez que se realiza el cambio de carta si el jugador quiere retirarse deberá hacerlo antes de que comience el juego ya que no podrá cerrarse una vez que el juego comienza.

### Dinámica

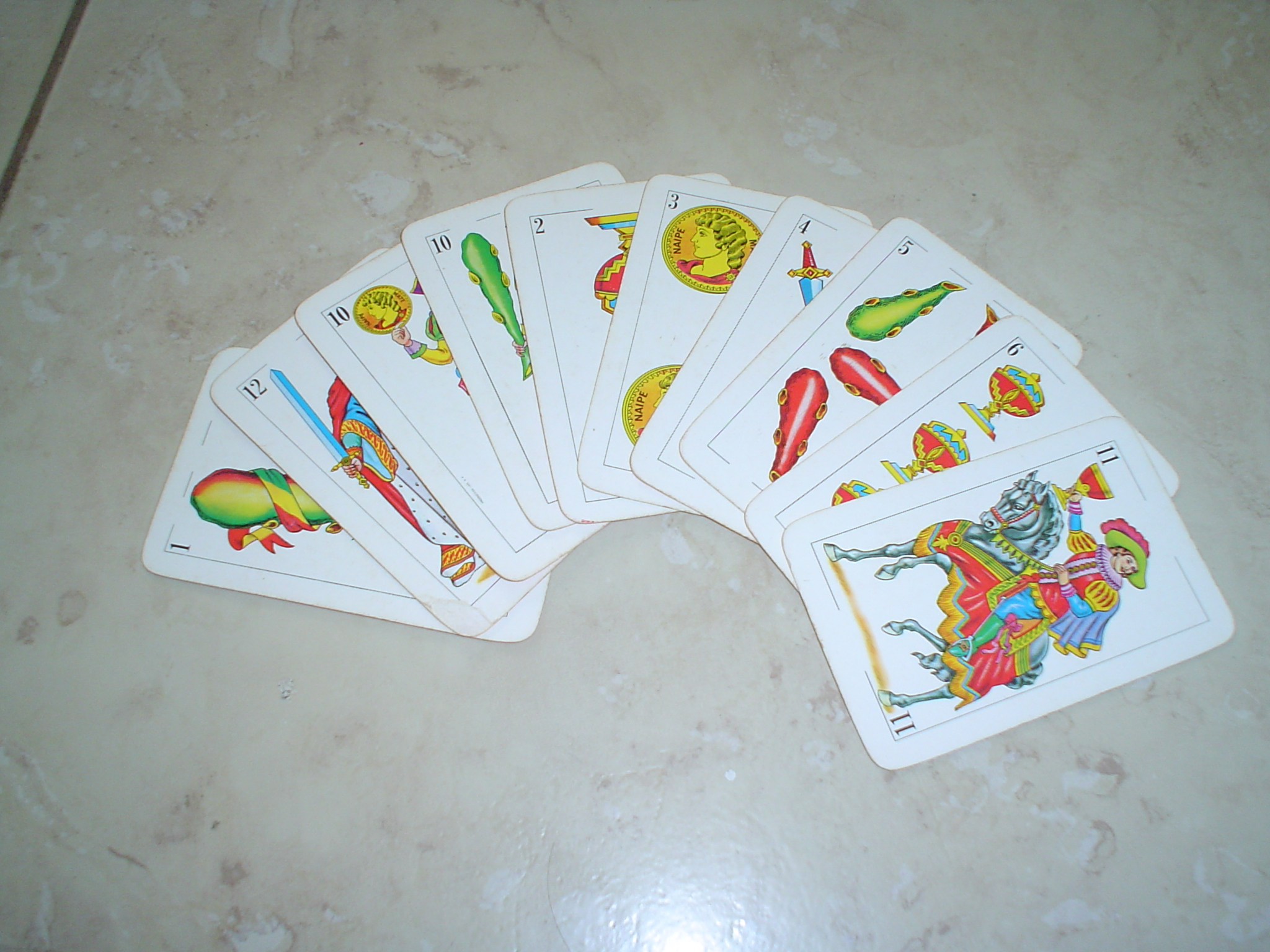
Ejemplo de una mala mano.

Ahora se comienza a jugar. El juego inicia con el jugador a la derecha del que repartió. El jugador revela una carta, juzga su mano y, de así desearlo, podrá bajar cualquier combinación posible de su mano a la mesa, abriendo su juego. De haber usado la carta extraída del mazo, el jugador tendrá que "pagar" con una carta de su mano. Esta carta "pagada" puede ser usada, de ser posible y si así se desea, inmediatamente por los otros dos jugadores. El turno rota hacia la derecha.
Al momento de extraer una carta, y de poder continuar con el juego de un jugador que ya ha abierto su juego (esto es, si un jugador tiene as de copas, dos de copas y tres de copas abiertos y sale el cuatro de copas; o as de oros, as de espadas, as de copas y sale el as de bastos), podrá y deberá incluirse en su juego, obligándolo a pagar una carta de su mazo. Se puede optar por no incluir esta carta en el juego, si los contrincantes no obligan al jugador a incluir esa carta a su juego en ese turno, esa carta se contará como pasada; pero de hacerlo, el jugador estará obligado a incluirla y pagar.

### Recorte
Una forma conocida de ganar en el Conquián, es haciendo un recorte. Esto no es más que ordenar las cartas de una forma sagaz y completamente válida para formar las nueve cartas necesarias para ganar. Esto es, tomar una o más cartas de las propias cartas abiertas, dejando siempre con el mínimo número de cartas abiertas, que es tres.
Por ejemplo, si se tienen bajados el As-2-3-4 de copas, y a su vez, se tiene el 4-5-6-7 de bastos, y sale del mazo el 4 de oros, el recorte sería: As-2-3 de copas, 5-6-7 de bastos y los cuatro de copas, bastos y oros, formando así las 9 cartas.
El recorte será válido siempre y cuando se use como máximo una sola carta del mazo y se logre ordenar las nueve cartas de una forma legal.
Una forma ilegal sería tener tercia de 3, tercia de Cincos e intentar formar alguna corrida As-2-3 con un tres de la tercia. Para poder usar una carta de la tercia, es necesario incluir el cuarto elemento. El ejemplo es análogo con las corridas.
Florecita:
El jugador hace una corrida de 9 cartas consecutivas de ella misma As-2-3-4-5-6-7-8-9 ya sea de copas, monedas, espadas o vastos.
Jalisqueado:
Cuando el jugador al momento de darle sus cartas no lleva ningún juego arriba, automáticamente gana.

## Variantes
Que se juegue entre tres jugadores es la única diferencia entre la tercerilla y el conquián. Las reglas anteriores sirven tanto para la tercerilla como el conquián; sin embargo, existen lugares donde al juego entre dos personas se realiza con 9 cartas al reparto y se requieren 10 para ganar, para lo cual se requiere que al menos una de las tercias (que en este caso sería una cuartilla o "Mate") o corrida contenga un mínimo de 4 cartas. Otra variante es jugar con la “basura”, un cuarto jugador juega con las cartas que los otros tres jugadores desechan y las cartas no utilizadas que salen del mazo, aunque las posibilidades de ganar el juego son menores, un jugador hábil puede ganar con la mano que le toque.

## Baraja americana
Es posible jugar este juego con la baraja americana. A menudo se suele reducir el número de cartas a 10 por cada uno de los 4 palos, para hacerlo coincidir con el de la baraja española. Una opción es eliminar las figuras y respetar el orden numérico de las cartas del 1 al 10 (ocupando el As el lugar del 1). La otra es eliminar las cartas 8. 9 y 10; en cuyo caso el Jack (J) toma el sitio de la sota (10), la dama (Q) el del caballo (11), los reyes (K) conservan su posición: De igual manera 1 (As) Continúa la corrida de Escalera.
Debido a su aparición en los dispositivos portátiles, se está popularizando una versión con la baraja francesa completa. Las reglas son las mismas (salvo por el orden de los índices que es A,2,3,4,5,6,7,8,9,10,J,Q,K) que en el conquián de 9 cartas: se reparten 9 y se intentan combinar en grupos de al menos tres cartas para terminar con 10 cartas combinadas (las 9 originales más una). En esta variante puede haber hasta 4 jugadores.

## Tipos de juego
Una estrategia muy usada es la de arruinarle el juego a los otros jugadores. Esto se hace cuando uno tiene dos cartas, y por consecuencia está esperando una más para usar esas dos: se paga con una que a él le embone, y por lo tanto, se le da para que tenga que pagar una de las cartas en mano y así, se quede él con una carta en vez de dos. Si la carta pagada puede funcionar para substituir una de un nuevo juego puede tomar la nueva carta para utilizarla en un juego propio. Si uno de los tres jugadores paga y a los dos le embonan el jugador decidirá a quien atacar. Dos cartas son muy útiles porque con una se completa la tercia o corrida, pero si sólo se tiene una, esta carta se vuelve inútil.
Otra más conocida es cuando el jugador saca la carta del mazo, y esta carta puede arruinar el juego del otro jugador, él decide a cuál destruir, sin embargo, el aplicar por la derecha no funcionará.

## Peladilla
Peladilla, juego en el que si un jugador no tiene ninguna pareja, se puede retirar y ganar la partida, ya que si tener nada el jugador no puede perder nada por mala mano de repartición del repartidor, al pasar esto solo tiene que decir, "Me retiro" y gana con y sin ver el cambio. Ya al inicio o al final del juego puede ser revisado, por el repartidor o sus encargados.
Las cartas pueden verse o enseñarse al inicio o al final del juego, ya que las cartas serán las mismas aún con cartas en mano, y por respeto a los jugadores y a la mesa, el jugador no puede salir de la mesa hasta que la victoria quede aclarada, El jugador con la mano sin parejas teniendo aun el cambio puede retirarse, ya que es mal inicio de mano de parte del repartidor, por lo común el jugador con mala mano puede seguir, pero si no tiene más de dos parejas el juego se detiene para él, haciendo un juego vacío y sin sentido para el apostador con mala mano, el dinero puede ser regresado o dado al jugador de mala mano.